# San Luis, Arizona
San Luis je grad u američkoj saveznoj državi Arizona. Prema popisu stanovništva iz 2010. u njemu je živjelo 25,505 stanovnika.